# جوريس كاييمبي
جوريس كاييمبي (بالفرنسية: Joris Kayembe)‏ (مواليد 8 أغسطس 1994) هو لاعب كرة قدم بلجيكي يلعب في مركز الجناح في نادي رويال شارلروا.

## روابط خارجية
- جوريس كاييمبي على موقع الاتحاد الأوربي (الإنجليزية)
- جوريس كاييمبي على موقع الاتحاد البلجيكي (الإنجليزية)
- جوريس كاييمبي على موقع قاعدة بيانات كرة القدم.إي يو (الإنجليزية)
- جوريس كاييمبي على موقع ناشيونال فوتبول تيمز (الإنجليزية)
- جوريس كاييمبي على موقع Soccerway.com (الإنجليزية)
- جوريس كاييمبي على موقع عالم كرة القدم.نت (الإنجليزية)
- جوريس كاييمبي على موقع AS.com (الإسبانية)